# 아메르 샤피
아메르 샤피(Amer Shafi, 1982년 2월 14일 ~ )는 요르단의 전직 축구 선수이자 현 축구 지도자로 현재 요르단 대표팀 골키퍼 코치로 재직 중이다. 또한 요르단 대표팀에서 176경기를 뛰면서 요르단 선수 중 최다 국제 A매치 출장수를 기록하고 있으며 센추리클럽에 가입되어 있는 9명의 요르단 선수 중 하나로 손꼽힌다.

## 선수 경력

### 클럽
1999년 알야르무크 FC에서 선수 생활을 시작한 이후 2020년까지 알파이살리 SC, 이스마일리 SC, 알웨흐다트 SC, 샤바브 알오르돈, 알파이하 FC 등에서 통산 321경기에 출전하여 알웨흐다트의 요르단 프로리그 7회 우승, 요르단 FA컵 4회 우승, 요르단 FA 실드 3회 우승, 요르단 슈퍼컵 5회 우승, 알파이살리의 2004-05년 요르단 FA컵 우승 등의 큰 성과들을 거둔 뒤 21년간의 현역 생활을 마감했다.

### 국가대표팀
2002년 8월 17일 요르단 A대표팀 소속으로 케냐와의 친선 경기에서 국제 A매치 데뷔전을 치른 이후 4번의 AFC 아시안컵 본선(2004년, 2011년, 2015년, 2019년)에 출전하여 이 중 2004년과 2011년 대회에서 8경기 6실점을 기록하며 팀의 8강 진출에 기여했고 2018년 11월 17일 인도와의 친선 경기에서 A매치 데뷔 16년만에 첫 득점을 기록하기도 했으며 2021년 2월 1일 타지키스탄과의 친선 경기(2-0 승)를 끝으로 A매치 176경기의 출장 기록을 남기고 18년간 정들었던 국가대표팀 유니폼을 반납했다.

## 은퇴 이후
2021년 2월 8일 선수로서의 공식 은퇴를 선언한 뒤 같은 해 3월 요르단 A대표팀 골키퍼 코치 부임을 통해 본격적인 지도자의 길로 들어섰다.

## 수상

### 클럽
알웨흐다트 SC
- 요르단 프로리그 : 우승 (2007-08, 2008-09, 2010-11, 2013-14, 2014-15, 2015-16, 2017-18)
- 요르단 FA컵 : 우승 (2008-09, 2009-10, 2010-11, 2013-14)
- 요르단 FA 실드 : 우승 (2008, 2010, 2017)
- 요르단 슈퍼컵 : 우승 (2008, 2009, 2010, 2011, 2014)

알파이살리 SC
- 요르단 FA컵 : 우승 (2004-05)

## 같이 보기
- A매치 100경기 이상 출전한 축구 선수 명단